# Слов'янський район
Слов'янський район — колишній  район України на півночі Донецької області. Адміністративний центр — місто Слов'янськ. Населення становило 34 058 (на 1.08.2013). Площа — 1274 км². Утворено 1923 року.

## Загальні відомості
Населення — 34,575 тис. чол. Загальна площа району — 1274,0 км². Питома вага району в області за площею, % — 4,8. Відстань до м. Донецька — 114 км шосейними шляхами. Найближча залізнична станція — Слов'янськ.
Сусідні райони та міста: Барвінківський, Ізюмський (Харківська область), Бахмутський, Лиманський, Олександрівський, м. Краматорськ, м. Святогірськ.

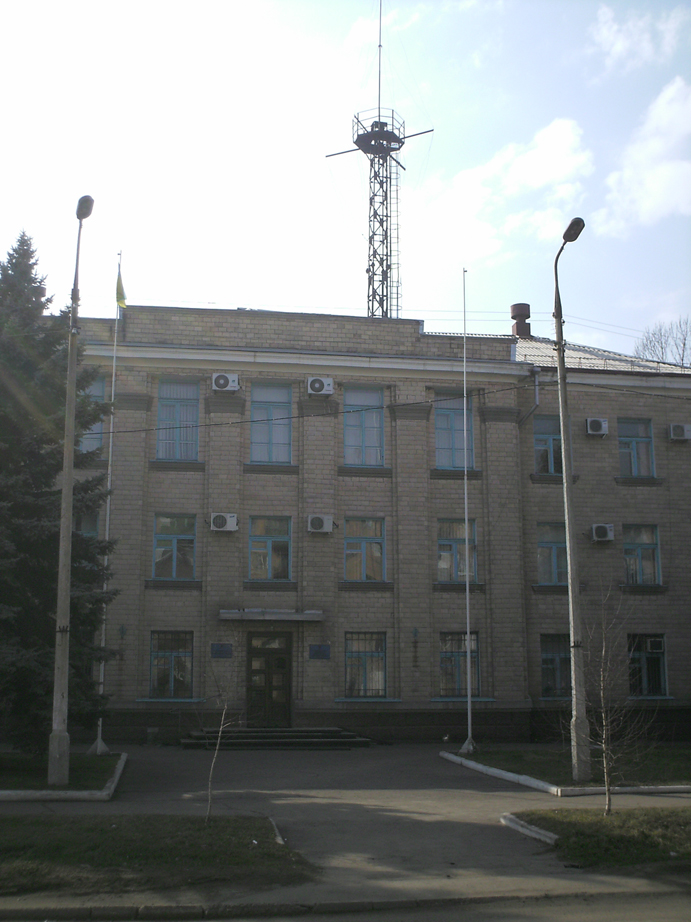
Будівля ради у м. Слов'янську

Господарський комплекс — 374 підприємства. Рік заснування району — 1923.
У районі діють 4 селищні та 12 сільських рад, які об'єднують 47 населених пунктів.

## Економіка
Господарський комплекс району представляють 77 фермерських господарств, 136 товариств з обмеженою відповідальністю, 68 приватних підприємства, 12 акціонерних підприємств, 22 споживчих товариства, 2 командитних товариства, 2 дочірні підприємства, 15 кооперативів, 19 комунальних підприємств, 4 колективні підприємства, 3 державних підприємства, 14 повних товариств.
У районі працює 1008 суб'єктів підприємницької діяльності — фізичних осіб. Населення району обслуговують 148 підприємств роздрібної торгівлі та 49 підприємств ресторанного типу.
Середньорічне виробництво зернових культур становить 32,5 тис. тонн, насіння соняшника − 11,0 тис. тонн.
У сільському господарстві працює 1430 працівників. В районі зареєстровано 372 безробітних. До кінця поточного року планується створити 485 робочих місць.

## Транспорт
Районом проходить автошлях E40М03.

## Соціальна сфера
Для забезпечення належного рівня освіти на території району діє 21 загальноосвітня школа, 25 дошкільних навчальних закладів, 2 позашкільні навчальні заклади.
Загальна чисельність учнів та вихованців становить 25 937 осіб.

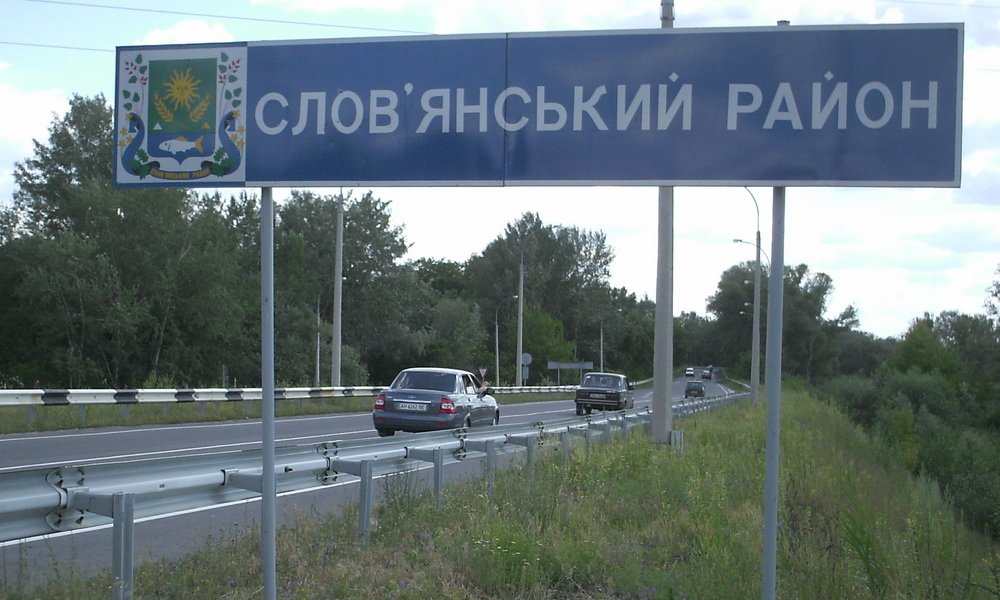
В'їзд до району через міст на Сіверському Донці (дорога Лиман — Добропілля) на межі з Лиманським районом

Населення району обслуговують 39 лікувально-профілактичних закладів охорони здоров'я, у тому числі 27 фельдшерсько-акушерських пунктів, станція швидкої допомоги.
Мережа закладів культури Слов'янського району складається з 21 клубного закладу, 27 бібліотек, районної школи мистецтв, музею народної архітектури, побуту та дитячої творчості (с. Прелесне).
Транспортне сполучення налагоджено з 36 населеними пунктами.
В районі телефонізовано 46 населених пунктів, газифіковано − 12, забезпечено централізованим водопостачанням − 24.
Середньомісячний розмір заробітної плати в 2011 році становив 1576 грн., середній розмір пенсії — 1046,65 грн.
З 35,575 тисяч осіб, які проживають в районі, 19,051 тисячі — люди працездатного віку, 10,274 тисяч — пенсіонери.

## Політика
Кількісний склад районної ради — 32 депутатів. Розподіл місць за партіями такий:
— 26 — представники Партії регіонів,
— 2 — представники Комуністичної Партії України,
— 4 — представники Аграрної партії
У районі зареєстровано 56 районних організації політичних партій, 19 об'єднань громадян.

## Населення
За даними перепису 2001 року населення району становило 39 188 осіб, з них 83,19 % зазначили рідною українську мову, 15,55 % — російську, а 1,26 % — іншу.
Національний склад населення району за переписом 2001 року
|          | чисельність | частка |
| українці | 34 121      | 87,1   |
| росіяни  | 4 115       | 10,5   |
| турки    | 197         | 0,5    |
| білоруси | 178         | 0,5    |
| цигани   | 133         | 0,3    |

Етномовний склад сільських та міських рад району (рідна мова населення) за переписом 2001 року, %
|                              | українська | російська | циганська | білоруська | вірменська |
| СЛОВ'ЯНСЬКИЙ РАЙОН           | 83,2       | 15,6      | 0,3       | 0,1        | 0,1        |
| ---------------------------- | ---------- | --------- | --------- | ---------- | ---------- |
| смт АНДРІЇВКА                | 32,9       | 66,7      |           | 0,2        |            |
| смт БИЛБАСІВКА               | 90,8       | 7,5       | 1,2       | 0,1        |            |
| смт ДОНЕЦЬКЕ                 | 52,7       | 46,5      |           |            |            |
| смт РАЙГОРОДОК               | 88,6       | 10,9      |           | 0,2        | 0,1        |
| смт ЧЕРКАСЬКЕ                | 91,7       | 7,2       | 0,4       | 0,3        | 0,2        |
| ОЛЕКСАНДРІВСЬКА сільрада     | 85,6       | 13,7      |           | 0,2        | 0,1        |
| АНДРІЇВСЬКА сільрада         | 87,1       | 12,6      |           |            |            |
| ДМИТРІВСЬКА сільрада         | 85,9       | 13,5      |           | 0,2        |            |
| ДОЛИНСЬКА сільрада           | 64,1       | 34,9      |           | 0,2        | 0,3        |
| ХРЕСТИЩЕНСЬКА сільрада       | 77,3       | 13,2      |           | 0,1        | -          |
| МАЛИНІВСЬКА сільрада         | 86,4       | 12,2      |           | 0,1        | 0,6        |
| МАЯКІВСЬКА сільрада          | 81,7       | 18,0      |           | 0,0        | 0,1        |
| МИРНЕНСЬКА сільрада          | 57,0       | 41,7      |           | 0,4        | 0,1        |
| ПРЕЛЕСНЕНСЬКА сільрада       | 92,9       | 7,1       |           | 0,1        |            |
| ПРИВІЛЬСЬКА сільрада         | 95,1       | 4,6       |           | 0,2        |            |
| РАЙ-ОЛЕКСАНДРІВСЬКА сільрада | 88,7       | 9,9       |           |            | 0,5        |
| СЕРГІЇВСЬКА сільрада         | 87,1       | 12,5      |           | 0,2        | 0,1        |

## Адміністративний устрій
Адміністративно-територіально район поділяється на 4 селищні ради та 12 сільських рад, які об'єднують 47 населені пункти та підпорядковані Слов'янській районній раді. Адміністративний центр — місто Слов'янськ.

## Додаткові джерела
- Слов'янський район — Інформаційно-пізнавальний портал | Донецька область у складі УРСР (На основі матеріалів енциклопедичного видання про історію міст та сіл України, том — Історія міст і сіл Української РСР. Донецька область. — К.: Головна редакція УРЕ АН УРСР, 1970. — 992 с.)